# Askia Ismail
Askia Ismail (zm. 1539) – władca Songhaju w latach 1537–1539, syn Askii Muhammada Turego Wielkiego
Korzystając z poparcia muzułmańskich elit obalił Askię Muhammada Benkana. Wkrótce po objęciu władzy sprowadził do stolicy przebywającego od lat na wygnaniu ojca. W zamian został uznany przez niego za prawowitego monarchę.